# シュウカイドウ科
シュウカイドウ科（シュウカイドウか、秋海棠、Begoniaceae）は双子葉植物の科のひとつで、ベゴニアなどを含む、球根性の草本が多い。2属少なくとも2000種がある。葉は左右非対称、子房下位で、果実には3翼があり、種子は1mlあたり数千粒もある微細種子である。

## 分布
旧熱帯、新熱帯双方の、亜熱帯から熱帯に広く分布しており、多様性の中心はアメリカ熱帯である。

## 分類
2属とするときには、シュウカイドウ属 (Begonia) とハワイに固有のHillebrandiaにする。
5属にするときには他にSymbegonia, Begoniella, Semibegoniellaを認める。
APG植物分類体系ではウリ目に属する。クロンキスト体系ではスミレ目に属させたが、ウリ科もスミレ目に属していたので、ウリ科との近縁性はAPG体系と同様である。

## 利用
ベゴニアは、種間雑種ができやすく、四季咲きベゴニア、球根ベゴニア、レックスベゴニアなど多彩な栽培品種が作出されている。
シキザキベゴニア、球根ベゴニア、木立性ベゴニア、クリスマスベゴニア、レックスベゴニア抔、多くの系統がある。
植物体にはシュウ酸を含むため一般には食用にされないが、なぜか「美味な」という意味のdeliciosa、「食べられる」という意味のedulisと種小名がついたものがある。